# Mozart Tanajura
José Mozart Tanajura (Livramento de Nossa Senhora, 14 de setembro de 1936 — São Paulo, 24 de maio de 2004) foi um professor, escritor e memorialista brasileiro.

## Biografia
Era filho de Domingos Espírito Santo Tanajura e de Maria Dolores Gomes Tanajura. Pai de quatro filhos: Dolores, Fabiana, Mozart Jr. e João Victor. Quando jovem instala-se em Vitória da Conquista onde, entre outros intelectuais, trava amizade com o poeta Camillo de Jesus Lima, cuja memória seria um defensor. Estudou na Faculdade de Sociologia e Política, foi professor, jornalista, poeta e historiador, um dos fundadores da Academia Conquistense de Letras e da Casa da Cultura, e colaborador do Museu Regional de Vitória da Conquista.
Para o professor Rui Medeiros, ele foi o pioneiro da historiografia de Vitória da Conquista. Segundo Isnara Pereira Ivo, professora da Universidade Estadual do Sudoeste da Bahia, Tanajura é "o grande nome da cultura e das letras de Vitória da Conquista", sendo o primeiro a se preocupar com o patrimônio cultural, o folclore e as tradições locais, deixando "uma grande contribuição para a história de Conquista e para a história da Bahia". Não era um historiador profissional, seus trabalhos têm mais o caráter de memorialismo, mas sua obra História de Conquista: crônica de uma cidade foi o primeiro estudo sistemático sobre a história de Vitória da Conquista, empregou uma perspectiva que foi aceita pela historiografia local e regional e se tornou uma referência. Também o pesquisador Belarmino Souza reafirmou a importância da obra, dizendo que ele recolheu informações de artigos avulsos escritos antes por outros e lhes deu um ordenamento, e "possibilitou, assim, uma necessária visão de conjunto". Estudou a trajetória de destacados professores locais ativos até a década de 1930, que formaram gerações e assumiram uma posição como intelectuais, influenciando seu meio social. Segundo Santos et al, coordenadores do Projeto Fundamentos da Educação em Vitória da Conquista, Tanajura é uma das principais referências sobre as origens da cidade. Parte da sua produção ainda está inédita.
Sua biblioteca está preservada na Universidade Estadual do Sudoeste da Bahia, e alguns documentos históricos de sua coleção e objetos pessoais estão depositados no Museu Regional de Vitória da Conquista.

## Obras
Dentre os estudos publicados, dois livros se destacam:
- História de Conquista: crônica de uma cidade, 1992
- História de Livramento: a terra e o homem, 2003

## Homenagens
- Uma escola em Vitória da Conquista foi batizada com seu nome.[14]
- Homenageado pela Câmara de Vitória da Conquista com sessão especial em 2012.[15]
- Uma sala do Museu Regional de Vitória da Conquista foi batizada com seu nome.[16]